# Metalimnobia impubis
Metalimnobia impubis là một loài ruồi trong họ Limoniidae. Chúng phân bố ở miền Cổ bắc.